# Henning Lynge Jakobsen
Henning Lynge Jakobsen (Copenhaga, 6 de março de 1962) é um ex-canoísta dinamarquês especialista em provas de velocidade.

## Carreira
Foi vencedor da medalha de prata em C-1 500 m e de bronze em C-1 1000 m em Los Angeles 1984.